# Willemien van Montfrans-Hartman
Geertruida Wilhelmina (Willemien) van Montfrans-Hartman (Arnhem, 31 maart 1941) was een Nederlandse burgemeester, partijbestuurder en interim-manager.

## Leven en werk
Van Montfrans-Hartman werd in 1941 in Arnhem geboren als Geertruida Wilhelmina Hartman, dochter van Dirk Jan Hartman en Yvonne le Cosquino de Bussy. Zij studeerde na haar gymnasiumopleiding, behaald in 1959, Engels aan de Gemeente Universiteit van Amsterdam. Zij werkte tussen 1964 en 1974 in Amsterdam als docent Engels aan de Prinses Beatrixschool en het Amsterdam Lyceum. Ook werkte zij enige tijd in de sector van de gezinsverzorging. 
Van Montfrans-Hartman werd in 1974 gekozen tot wethouder van de gemeente Broek in Waterland voor de CHU. Na de totstandkoming van het CDA werd zij lid van deze partij. Zij was jarenlang lid van het dagelijks bestuur van het CDA.
In 1982 werd zij benoemd tot burgemeester van Veere en in 1989 tot burgemeester van Katwijk. In januari 1995 beëindigde zij haar loopbaan in de publieke sector en werkte tussen 1995 en 2008 als interim-manager bij Boer & Croon in Amsterdam.
Van Montfrans-Hartman vervulde de volgende maatschappelijke functies:
- 1984-1990 Lid bestuur van de Vereniging Vrije Universiteit (VU), van Universiteit en ziekenhuis
- 1985-1991 Vicevoorzitter van het Landelijk Bestuur van het CDA
- 1986-1995 Lid bestuur Nederlandse Omroep Stichting (NOS)
- 1991-1995 Voorzitter van het Nationaal Comité 4 en 5 mei
- 1990-1991 Lid Commissie Binnenlands Vreemdelingentoezicht (Commissie Zeevalking)
- 1990-1997 Voorzitter landelijk bestuur Instituut voor Natuur- en Milieueducatie IVN
- 1992-1994 Vicevoorzitter Commissie Dienstplicht (Commissie Meijer)
- 1993-1994 Voorzitter Commissie Advies Jeugdcriminaliteit (Commissie van Montfrans, met oa Van Montfrans-gelden)
- 1994-2001 Lid Raad voor het Binnenlands Bestuur, later Raad voor het Openbaar Bestuur
- 1994-2005 Lid Raad voor het Natuurbeheer, later Raad voor het Landelijk Gebied
- 1994-2002 Lid Vereniging voor Natuurmonumenten
- 1994-1998 Voorzitter Voorlopige Commissie Nationale Parken, VCNP
- 1996-2012 Voorzitter bestuur, voorzitter Raad van Commissarisen Rabobank Broek in Waterland, Monnickendam en Waterland
- 1999-2006 Lid Raad van Commissarissen Delta Nutsbedrijven
- 2000-2012 Voorzitter Overlegorgaan Nationaal Park Schiermonnikoog
- 2000-2021 Voorzitter bestuur Zeeuws Archief
- 2001-2005 Lid bestuur Innovatienetwerk Groene Ruimte en Agrocluster
- 2006-2012 Voorzitter Nationaal Landschap Laag Holland, ILGebied Laag Holland
- 2006-2012 Lid bestuur, later Raad van Toezicht Stichting Zorg en Welzijn Leger des Heils
- 2007-2011 Lid Raad van Bestuur Indaver N.V.
- 2010-2017 Voorzitter Raad van Toezicht Admiraal de Ruyterziekenhuis (Adrz)

Zij huwde op 26 september 1964 in De Steeg met Hendrik Marten van Montfrans. Van Montfrans-Hartman werd in 1995 benoemd tot ridder in de Orde van de Nederlandse Leeuw.